# Mallocybe
Mallocybe (Kuyper) Matheny, Vizzini & Esteve-Rav. (włośniak) – rodzaj grzybów z rodziny strzępiakowatych (Inocybaceae).

## Systematyka i nazewnictwo
Pozycja w klasyfikacji według Index Fungorum: Inocybaceae, Agaricales, Agaricomycetidae, Agaricomycetes, Agaricomycotina, Basidiomycota, Fungi.
Pierwotnie gatunki obecnie zaliczane do rodzaju Mallocybe należały do rodzaju Inocybe (strzępiak). W 1986 r. Thomas Wilhelmus 
Robert utworzył podrodzaj Mallocybe, do którego włączył część gatunków Inocybe. W 2019 r. Matheny, Vizzini i Esteve-Rav podnieśli ten takson do rangi rodzaju.
Nazwę polską gatunków podał Andrzej Nespiak w 1990 roku. Po przeniesieniu ich do rodzaju Mallocybe nazwy polskie są niespójne z nazwami naukowymi. W 2021 r. Komisja ds. Polskiego Nazewnictwa Grzybów zaproponowała dla nich nazwę włośniak.

## Gatunkiwystępujące w Polsce
- Mallocybe agardhii (N. Lund) Matheny & Esteve-Rav. 2019[4] – włośniak upierścieniony
- Mallocybe dulcamara (Pers.) Vizzini, Maggiora, Tolaini & Ercole 2013[5] – tzw. strzępiak słodkogorzki
- Mallocybe heimii (Bon) Matheny & Esteve-Rav. 2019 – włośniak włosistopierścieniowy
- Mallocybe gymnocarpa (Kühner) Matheny & Esteve-Rav. 2019 – włośniak nagi[6]
- Mallocybe leucoblema (Kühner) Vizzini, Maggiora, Tolaini & Ercole 2013 – włośniak srebrzystoosłonowy
- Mallocybe malenconii (R. Heim) Matheny & Esteve-Rav. 2019 – włośniak francuski
- Mallocybe myriadophylla (Vauras & E. Larss.) Matheny & Esteve-Rav. 2019[7] – włośniak filcowaty
- Mallocybe terrigena (Fr.) Vizzini, Maggiora, Tolaini & Ercole 2013 – włośniak skórkowatopierścieniowy

Nazwy naukowe na podstawie Index Fungorum. Wykaz gatunków występujących w Polsce i nazwy polskie według Władysława Wojewody (nieoznaczone przypisami) i innych (oznaczone przypisami).

## Znaczenie
Grzyby mikoryzowe. Zaliczane do tego rodzaju gatunki (zwane strzępiakami) zawierają pewną ilość muskaryny – tej samej substancji trującej, która występuje w muchomorach, stąd też zatrucia strzępiakami dają podobne objawy, jak zatrucia muchomorami. Ze względu na niewielką ilość muskaryny zwykle nie są to zatrucia śmiertelne, a tylko powodujące przykre dolegliwości. Z powodu trujących własności nie są zbierane jako grzyby jadalne, ponadto i tak nie mają wartości kulinarnych; są mało mięsiste i często o mało przyjemnym zapachu.